# بخش پالخسکی
بخش پالخسکی (به لاتین: Palekhsky District) یک منطقهٔ مسکونی در روسیه است که در استان ایوانوف واقع شده‌است.